# VfR Dostluk Osterode
Der VfR Dostluk Osterode ist ein Fußballverein aus Osterode am Harz. Die 1. Herren-Mannschaft spielt seit 2019 in der Bezirksliga Braunschweig 4. Die Vereinsfarben sind Rot-Weiß.

## Geschichte
Der VfR Osterode ist einer der erfolgreichsten Amateurvereine im Raum Braunschweig. Im Jahr 1949 erreichte man die zweitklassige Amateuroberliga Ost und spielte dort bis 1952, bevor 1951/52 der Gang in die Drittklassigkeit angetreten werden musste. Dort verbrachte man 11 Jahre in der Amateurliga 5, bis es 1963 noch eine Etage tiefer ging. Erst 1971 in der Verbandsliga Süd machte der VfR wieder regional Schlagzeilen. 1974 wurde diese zur fünften Spielklasse.
In der Saison 1980/81 schaffte der VfR die Rückkehr in Liga 4. Bis 1992 spielte man 12 Jahre ununterbrochen in der Verbandsliga. Höhepunkte dieser Zeit waren die regelmäßigen Teilnahmen an der Aufstiegsrunde zur Oberliga Nord in den Jahren 1986, 1987, 1989 und 1990. Der Aufstieg wurde bei allen vier Teilnahmen verpasst. Nach der letzten Teilnahme 1990 bei der man sich dem holsteinischen Verein Eutin 08 geschlagen geben musste, gingen in der Saison 1990/1991 die Zuschauerzahlen zurück. Die Saison wurde auf einem 6. Platz abgeschlossen, bevor der VfR in der Saison 1991/92 in die Landesliga Ost absteigen musste.
Von 1992 bis 2001 spielte man fünftklassig. Nach dem Abstieg in die Landesliga Braunschweig verpflichtete der VfR Osterode Peter Grüneberg als neuen Trainer. Nachdem in der Saison 2001/02 noch eine Platzierung in der oberen Hälfte der Tabelle erreicht wurde, stieg man in der Saison 2003/04 als 12. in die Bezirksliga ab, da es drei Absteiger mehr als im Vorjahr gab. In der Bezirksliga begann der Neuaufbau. Doch die Saison 2004/05 begann äußerst unglücklich, denn Thomas Hellmich sagte kurzfristig als Trainer ab und der neue Technische Direktor Wolfgang Schmidt übernahm zusätzlich noch den Trainerposten, den er bereits von 1995 bis 1998 schon einmal bekleidet hatte. 2004/2005 schlittert man knapp am Abstieg in die Bezirksklasse vorbei und hatte am Saisonende gerade einmal 3 Punkte Vorsprung auf einen Abstiegsplatz. Zwischen 2007 und 2010 spielte der VfR nochmal in der sechstklassigen Bezirksoberliga Braunschweig. Die 1. Herren-Mannschaft spielte seit dem Abstieg im Jahre 2015 in der 2. Kreisklasse A des NFV-Kreises Göttingen-Osterode.
Im Jahr 2019 schlossen sich der VfR Osterode 08 und der ebenfalls in Osterode am Harz beheimatete Verein FC Dostluk Spor Osterode e. V. 1987 zum neuen Verein VfR Dostluk Osterode zusammen.

## Persönlichkeiten

### Vereinsvorsitzende
- Walter Freund: 1908 bis 1910
- Walter Koch: 1910 bis 1911
- Karl Büchner: 1912 bis 1913
- Wilhelm Peinemann: 1913 bis 1914
- Wilhelm Helbing: 1919 bis 1933
- Walter Maibohm: 1933 bis 1934
- Curt Marwedel: 1934
- Fritz Thielbeer: 1935 bis 1936
- Wilhelm Helbing: 1936 bis 1937
- Hermann Feuerriegel: 1937 bis 1938
- Bernhard Duderstadt: 1938 bis 1944
- Horst Kolrep: 1945 bis 1946
- Georg Masendorf: 1946 bis 1948
- Karl Hermes: 1948 bis 1950
- Adolf Krome: 1950 bis 1952
- Walter Wode: 1952 bis 1955
- Robert Berlin: 1955 bis 1965
- Georg Ernst: 1965 bis 1969
- Kurt Güttier: 1969 bis 1970
- Ulrich Laubner: 1970 bis 1977
- Karl-Heinz Robbin: 1977 bis 1985
- Norbert Dittmar: 1985 bis 1991
- Hans-Georg Frölich: 1991 bis 1993
- Otto Peters: 1993 bis 1994
- Klaus Schulze: 1994 bis 1998
- Klaus Rheinländer: 1998 bis 2002
- Horst Bornhausen: 2002–2008
- Manfred Hellmich: seit 2008
- Recep Demir: seit 2019  1

### Spieler und Trainer
- Marco Bode: 40 A-Länderspiele/9 Tore für Deutschland, 379 Bundesligaspiele/101 Tore für Werder Bremen
- Süleyman Çelikyurt: von 2005 bis 2009 beim VfL Wolfsburg, später bei Denizlispor in der Türkei aktiv. Bislang erreichte Erfolge : U17 Regionalmeister, DFB-Pokalfinale Junioren, Türkei U21 Nationalspieler
- Björn Dreyer: spielte in der Saison 2008/09 bei den Amateuren von Werder Bremen in der 3. Liga.
- Rüdiger Halbe: VfR-Trainer 1989 bis 1991; Aufstiegsrunde zur AOL Nord 1990
- Heiner Klose: 9 Bundesligaspiele/2 Tore für Hannover 96
- Peter Koptula: VfR-Trainer bei den Aufstiegrundenteilnahmen zur AOL Nord 1986, 1987 und 1989
- Wolfgang Schmidt: U17- und U21-Nationalspieler der DDR, Spieler beim Halleschen FC Chemie in der DDR-Oberliga, Manager und Trainer beim SC Göttingen 05 in der Regionalliga, 1995 bis 1998 Trainer und seit 2004 Technischer Direktor und Trainer beim VfR

## Vereinsnamen
- 1908 bis 1938: FC Germania von 1908 e. V.
- 1938 bis 1945: Sportgemeinschaft e. V.
- 1946 bis 1950: Turn- und Sportgemeinschaft e. V.
- 1951 bis 2019: Verein für Rasenspiele von 1908 e. V.
- seit 2019: VfR Dostluk Osterode e. V.

## Statistik

### Erfolge
- Aufstieg in die Amateuroberliga Ost: 1949
- Aufstiegsrunde zur Amateuroberliga Nord: 1986, 1987, 1989 und 1990

### Entwicklung seit 1995
| Saison    | Spielklasse                        | Liga | Platz |
| --------- | ---------------------------------- | ---- | ----- |
| 1995/96   | Verbandsliga Ost                   | 5    | 9     |
| 1996/97   | Niedersachsenliga Ost              | 5    | 5     |
| 1997/98   | Niedersachsenliga Ost              | 5    | 11    |
| 1998/99   | Niedersachsenliga Ost              | 5    | 8     |
| 1999/2000 | Niedersachsenliga Ost              | 5    | 5     |
| 2000/01   | Niedersachsenliga Ost              | 5    | 14    |
| 2001/02   | Landesliga Braunschweig            | 6    | 5     |
| 2002/03   | Landesliga Braunschweig            | 6    | 11    |
| 2003/04   | Landesliga Braunschweig            | 6    | 12    |
| 2004/05   | Bezirksliga Braunschweig Süd       | 7    | 13    |
| 2005/06   | Bezirksliga Braunschweig Süd       | 7    | 3     |
| 2006/07   | Bezirksliga Braunschweig Staffel 4 | 7    | 1     |
| 2007/08   | Bezirksoberliga Braunschweig       | 6    | 7     |

| Saison  | Spielklasse                            | Liga | Platz |
| ------- | -------------------------------------- | ---- | ----- |
| 2008/09 | Bezirksoberliga Braunschweig           | 6    | 9     |
| 2009/10 | Bezirksoberliga Braunschweig           | 6    | 11    |
| 2010/11 | Bezirksliga Braunschweig Staffel 4     | 7    | 4     |
| 2011/12 | Bezirksliga Braunschweig Staffel 4     | 7    | 12    |
| 2012/13 | Bezirksliga Braunschweig Staffel 4     | 7    | 11    |
| 2013/14 | Bezirksliga Braunschweig Staffel 4     | 7    | 16    |
| 2014/15 | Kreisliga Göttingen-Osterode Nord      | 8    | 14    |
| 2015/16 | 2. Kreisklasse Göttingen-Osterode Nord | 10   | 6     |
| 2016/17 | 2. Kreisklasse Göttingen-Osterode Nord | 10   | 4     |
| 2017/18 | 2. Kreisklasse Göttingen-Osterode Nord | 10   | 2     |
| 2018/19 | 2. Kreisklasse Göttingen-Osterode Nord | 10   | 8     |
| 2019/20 | Bezirksliga Braunschweig Staffel 4     | 7    | 16    |
| 2020/21 | Bezirksliga Braunschweig Staffel 4     | 7    | –     |